# 雅各布·格林
雅各布·路德维希·卡尔·格林（德語：Jacob Ludwig Carl Grimm，1785年1月4日—1863年9月20日），德国法学家、哲學家與作家，曾與弟弟威廉·格林一起搜集并编纂《格林童话》，並以此为人所熟知。
1802年，格林在德国的马尔堡大学攻读法律，在那里他认识了著名法学家、历史法学派创始人萨维尼，深受其所影响。然而，歷史法學由羅馬法派和日耳曼法派組成。雅各布·格林堅持歷史法學的歷史主義，倡導日耳曼學（包括法學、歷史學和語言學），與屬於19世紀德意志法學主流羅馬法派的薩維尼，在法學與政治上均站在對立的位置。他出版了《法的內在的魅力》（1816年）、《德意志法古事志》（1828年）和四卷本《習慣法判告錄》（1840至1863年）等法學方面的重要著作。1830年，雅各布·格林在哥廷根大学获得了一个教授职位，他还在那里担任法律图书管理员。1837年12月，作为 "哥廷根七君子"抗议书的共同作者，格林被汉诺威国王剥夺了职务并被逐出国门。在语言学方面，雅各布·格林从事了印欧语的研究，发现了格里姆定律（格林定律）。
雅各布·格林于1863年逝世，直到临死前还在工作之中。终身未婚。